# Kensal Green (métro de Londres)
Kensal Green (en anglais : Kensal Green tube station ou Kensal Green Underground Station), est une station de la ligne Bakerloo du métro de Londres, en zone 2 Travelcard. Elle est située sur la College Road, à Kensal Green, sur le territoire du borough londonien de Brent, dans le Grand Londres.
Elle est en correspondance avec la gare de Kensal Green desservie par le réseau London Overground dont elle partage l'entrée, les voies et quais.

## Situation sur le réseau
La station Kensal Green de la ligne Bakerloo du métro de Londres est située sur la Watford DC line (en) qui est l'infrastructure empruntée par la section nord de la Bakerloo et partagée avec les trains du réseau London Overground. Intégrée dans les infrastructures de la gare de Kensal Green, elle est située entre les stations Willesden Junction, en direction du terminus Harrow & Wealdstone de la Bakerloo, et Queen's Park en direction du terminus Elephant & Castle.

Plans : de la Bakerloo line, de la Watford DC line et des transports à Londres
Bakerloo line.
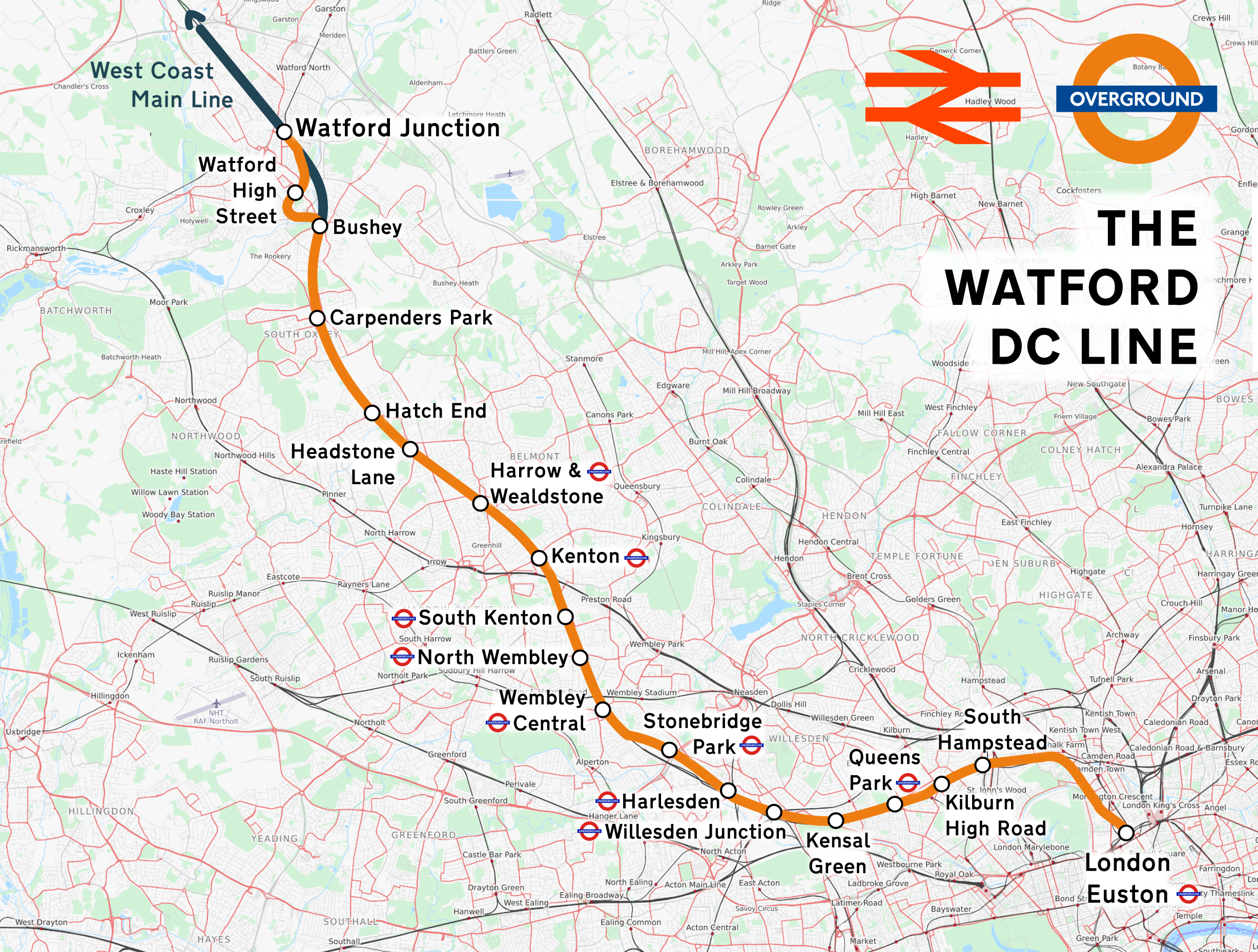
Watford DC line.
Réseaux de Londres.

## Histoire
La station est mise en service le 1er octobre 1916 sur l'ancienne ligne London and North Western Railway allant jusqu'à la gare d'Euston. Elle est ensuite reliée à la Bakerloo line, placée entre les stations Willesden Junction et Queen's Park.
Depuis 2007, la station est desservie par le London Overground.

## Services aux voyageurs

### Accès et accueil
La station utilise une entrée commune avec la gare sur la College Road.

### Desserte
Kensal Green est desservie par les rames de la ligne Bakerloo du métro de Londres circulant sur les relations Harrow & Wealdstone, ou Stonebridge Park, et Elephant & Castle.

Installations et desserte
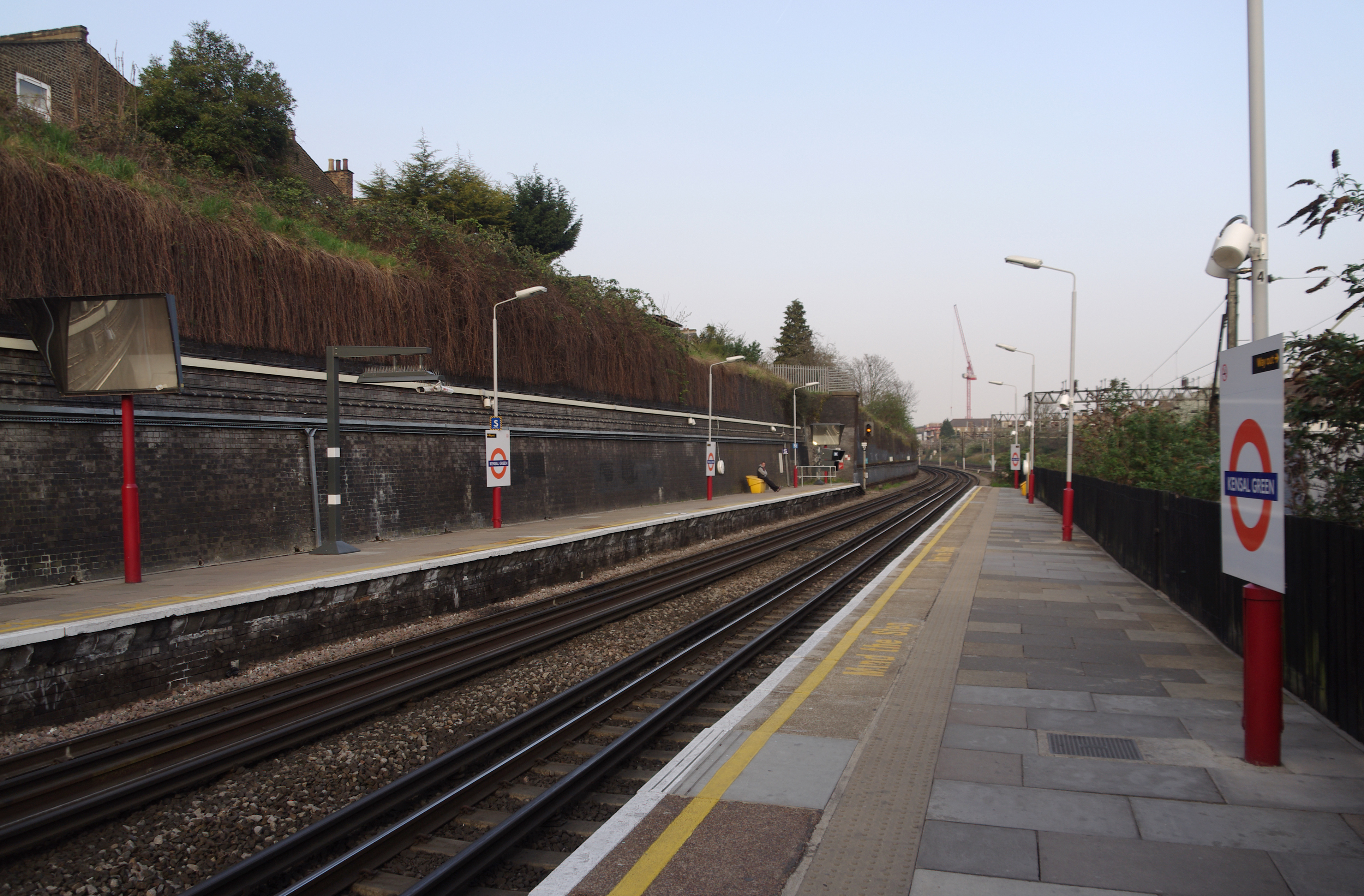
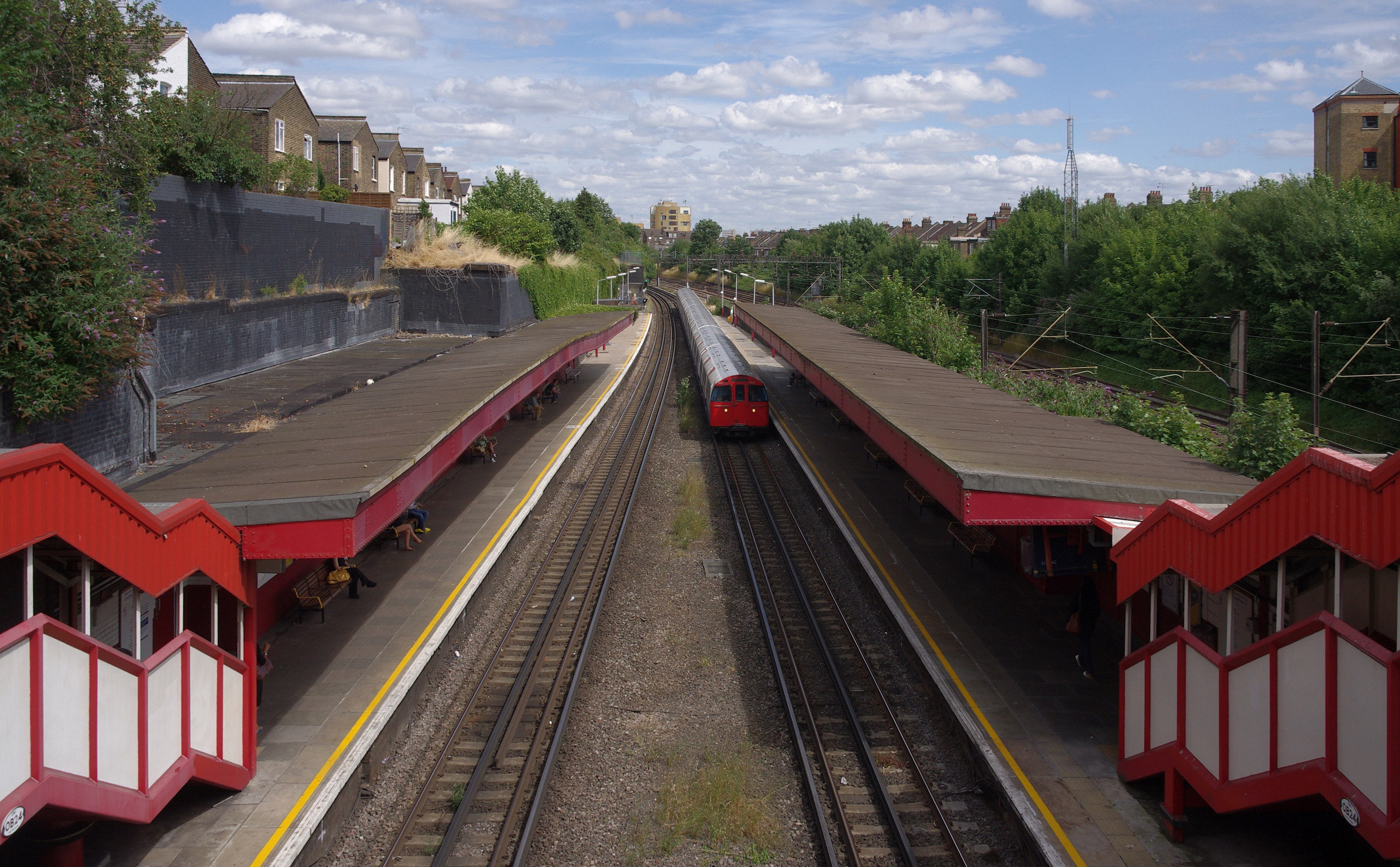
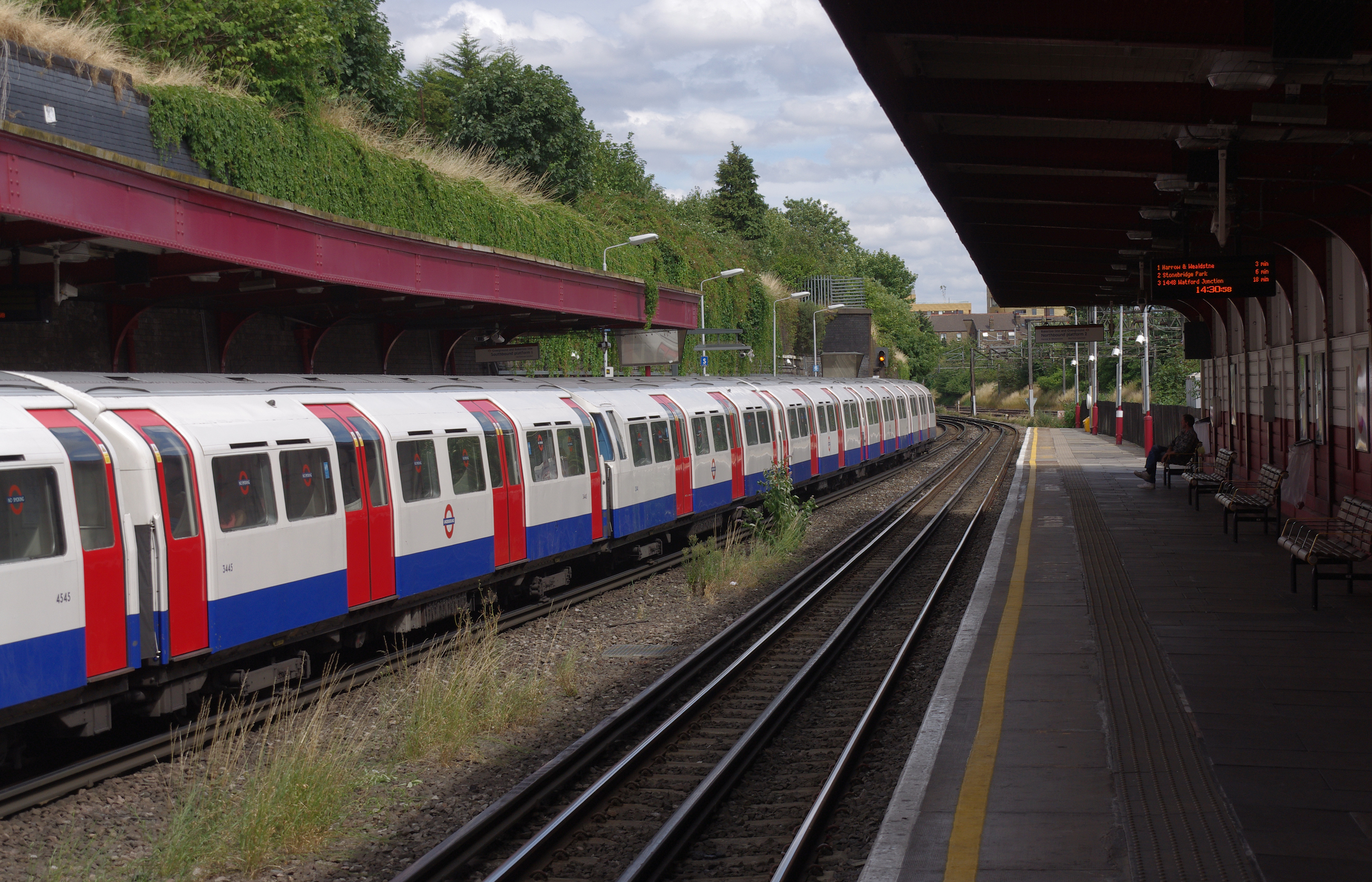

### Intermodalité
Elle est en correspondance avec la gare de Kensal Green, du réseau London Overground, qui utilise la même infrastructure (voies et quais).
Comme la gare, la station est desservie par des lignes des autobus de Londres : 7, 18, 70, N7 et N18.

## À proximité
- Kensal Green